# 机甲兽神
《机甲兽神》是由千骐动漫和奥飞联手制作的一部动画片，该作主要讲述的是延羽等人和其各自的机甲兽神一起反抗邪恶组织，保护世界的故事。

## 剧情
在未来世界里，有一群人为了私欲，毫无节制的使用科技导致环境恶化，于是延羽等人和其各自的机甲兽神一起为了保护世界而努力。

## 配音演员
- 山新
- 谷放冰
- 张袁
- 杨仁彬
- 李姚

## 外部連結
- 豆瓣电影上《机甲兽神》的資料 （简体中文）